# Saxondale
Saxondale – osada w Anglii, w hrabstwie Nottinghamshire, w dystrykcie Rushcliffe. Leży 10 km na wschód od miasta Nottingham i 171 km na północ od Londynu.